# Anna Maruszeczko
Anna Maruszeczko (ur. 10 sierpnia 1964 w Koszalinie) – polska dziennikarka radiowa, telewizyjna i prasowa, felietonistka.

## Życiorys
Pracowała w Radiu Koszalin, Radiowej Jedynce, Radiu Kolor, Tok FM i Radiu Plus. Od maja 2024 pracuje w Programie Pierwszym Polskiego Radia, w którym prowadzi audycję Blisko, coraz bliżej.
W telewizji zaczynała pracę w TVP1 i Canal+. Współpracowała z Grupą TVN jako prowadząca programów: Wybacz mi i Zielone drzwi w TVN oraz programów: Miasto kobiet, Bez oporów i Kobiety na zakręcie w TVN Style. Była także członkiem zarządu Fundacji TVN „Nie jesteś sam”.
Była dziennikarką dwutygodnika „Viva!”, w 2014 została redaktor naczelną miesięcznika „Uroda życia”.